# Джон Логи Беърд
Джон Логи Беърд (на английски: John Logie Baird)  (13 август 1888 – 14 юни 1946 г.) е шотландски инженер, изобретател, един от изобретателите на механична телевизия, демонстрирал първата работеща телевизионна система на 26 януари 1926 г., и изобретил първата публично демонстрирана цветна телевизия, както и първият чисто електронен цветен телевизор с кинескоп.
През 1928 г. неговата компания извършва първото трансатлантическо излъчване на телевизионен сигнал. Първите технологични успехи на Беърд му отреждат основна роля в практическото внедряване на наземна ефирна телевизия за домашна употреба и забележително място в историята на телевизията. През 1930-те и 1940-те години демонстрира за пръв път и стереоскопична телевизия.
Беърд заема 44-то място в Списъка на 100-те най-велики британци на БиБиСи през 2002 година. През 2006 г. Беърд е обявен за един от десетте най-велики шотландски учени в историята, чиито имена са вписани в Залата на славата на шотландската наука в Националната библиотека на Шотландия. През 2015 г. той е въведен в Залата на славата на шотландските инженери.

## Ранни години
Роден е на 14 август 1888 г. в град Хелънсбърг, Шотландия. Записва да учи електроинженерство в технически колеж в Глазгоу, а по-късно записва същата специалност в Глазгоуския университет, но не успява да завърши, тъй като избухва Първата световна война.